# Can Ordines d'Almandra
Casal construït a principis del segle XVI per en Berenguer Vivot, home casat amb na Joana SantJoan, senyora de la cavalleria d’Ariany. Gràcies a aquest matrimoni, la cavalleria d’Ariany passà a la família Vivot, fet que justifica perquè durant molts d’anys la seva cúria es localitzà en aquest edifici. Durant el segle XVII, el casal canvià de propietari en diverses ocasions. A causa de matrimoni d’Àngela Prohens amb Joan Ordines d'Almadrà, principis del segle XIX, el casal passà a aquest llinatge de pagesos terratinents d'Alaró.
L’alçat de l’edifici presenta quatre plantes, la resta dels edificis només són de tres. A la planta baixa hi ha dues finestres: a l’esquerra, una de tradició gòtica, amb un relleu renaixentista en la sobrellinda, que representa un escut llorejat per dos salvatges, i a la dreta, una reproducció col·locada durant la reforma de 1941-1943.
A la planta noble hi ha una finestra gòtica situada entre els balcons. El porxo té finestres conopials i hi ha un voladís amb mènsules motllurades al capdamunt.
El portal de l’esquerra del vestíbul és renaixentista; el de la dreta és tardogòtic, i en destaquen dues figures femenines amb el dit índex sobre el llavi, envoltades per sengles filacteris que emmarquen l’escut dels Vivot-Santjoan que conté la inscripció ‘’Tu nube atque tace’’. Donant ‘’arcana cylindros'’(Casa’t  i  calla. El silenci et proporcionarà joies). Al segle XX s'hi fa una reforma que afegeix la llotja i una escala.
Al fons del pati, davall l’escala, hi ha una làpida funerària romana anomenada Ara Manlia. És una de les restes de la necròpoli romana localitzada entre els actuals carrers de l’Almudaina, de sant Pere Noslac i d’en Morei. La troballa fou feta durant la reforma dels anys 1940.